# Stefan Bergkvist
Sven Inge Stefan Bergkvist, född 12 mars 1954 i Hässleholm, är en svensk ishockeytränare och före detta ishockeyspelare. 
Stefan Bergkvist är född i Hässleholm och äldre bror till Jonas Bergqvist. Han har vuxit upp i Ängelholm och är gift med konståkningsprofilen och SVT expertkommentator Lotta Falkenbäck. Hans moderklubb var Rögle BK där han hade hela sin tid som aktiv spelare. Som tränare har han främst arbetat med ungdomslag och med spelarutveckling. Han var coach för det svenska U18 ishockeylandslaget som vann guld vid VM i Finland 1994. Han har varit talangutvecklare i Danmark under fem år.
Han har arbetat som junioransvarig för Leksands juniorverksamhet och varit tränare för deras J 18 lag och på deras hockeygymnasium.